# Jacques Crabouif Higelin
Albums de Jacques Higelin
Higelin et Areski
(1969) BBH 75
(1974)
Jacques “Crabouif” Higelin est le deuxième album studio de Jacques Higelin, sorti en 1971.

## Description
« Crabouif » était le surnom d'Higelin à cette époque. C'est le seul album où le prénom du chanteur apparaît.
Cet album est tout à fait représentatif de sa période Saravah, avec une alternance de chansons classiques, mais à l'instrumentation minimale (I love the Queen ou Je suis mort, qui qui dit mieux) et de morceaux improvisés ou expérimentaux (Tiens j'ai dit tiens ou Musique rituelle du Mont des Abbesses).
Toute la face B de l'album original est occupée par une longue improvisation instrumentale, qui tire son nom du studio d'enregistrement dans lequel elle a été créée, rue des Abbesses à Montmartre, un quartier de Paris.
On entend sur ce disque les premiers enregistrements de son fils, Arthur H., alors âgé de cinq ans.

## Chansons
Toutes les chansons sont écrites et composées par Jacques Higelin.
| 1. | I love the Queen                | 4 min 56 s |
| 2. | Tiens, j'ai dit tiens           | 4 min 34 s |
| 3. | Je suis mort qui, qui dit mieux | 6 min 00 s |
| 4. | Aujourd'hui blues               | 5 min 16 s |

| 1. | Musique rituelle du Mont des Abbesses (XXe siècle - XVIIIe arrondissement) | 20 min 17 s |

## Musiciens
- Jacques Higelin : piano, banjo, divers instruments et chant.
- Jean Querlier : flûte.
- Areski.
- Joël Favreau : guitare.
- Jim Cuomo.
- Elliott Delman.
- Annie The Hat.
- Jack Treese.
- Jean-Louis Lefevre.
- Jean-Pierre Arnoux.
- Deddy, "Naga", Elie et Kuëlan (la princesse qui tend l'oreille).
- Arthur Higelin (futur Arthur H) : voix d'enfant.